# Nyikita Gennagyjevics Kacalapov

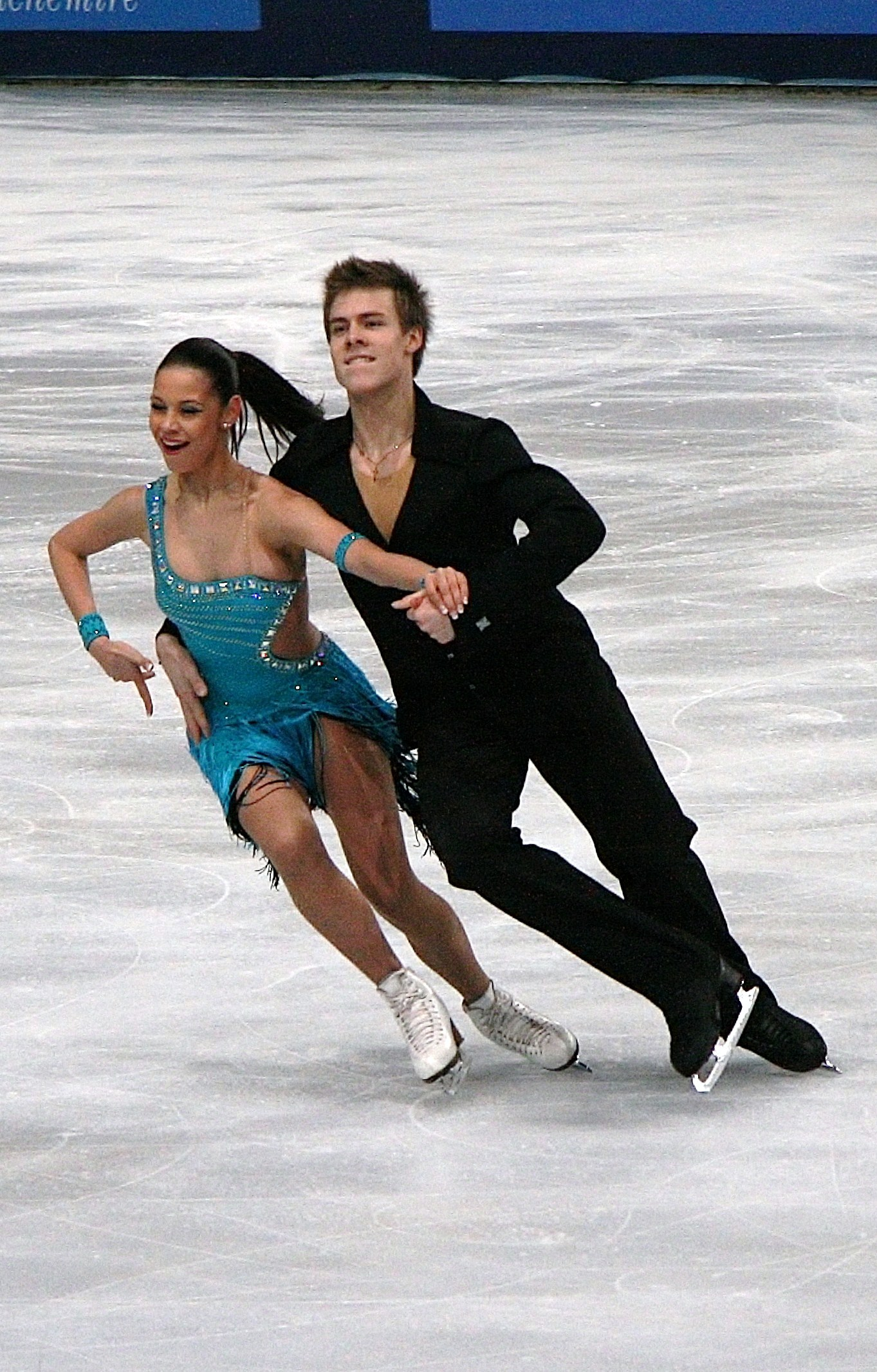
2011 - Trophée Bompard

Nyikita Gennagyjevics Kacalapov (oroszul: Никита Геннадьевич Кацалапов; Moszkva, 1991. július 10. –) orosz jégtáncos, aki Jelena Iljinih párja a jégen. Ők a 2012-es Európa-bajnokság bronzérmesei, a 2010-es junior világbajnokság győztesei, valamint a 2009-es junior Grand Prix döntő ezüstérmesei.

## Karrierje
Nyikita Kacalapov egyéni versenyzőként kezdte a pályafutását, de mivel nehézségei támadtak bizonyos ugrásokkal, úgy döntött, hogy kipróbálja a jégtáncot. Irina Lobacsova és Ilja Averbuh, a páros első edzői találták meg számára Jelena Iljiniht. Ilinih Cantonba, Michigan államba költözött, ahol Marina Zujeva és Igor Spilband csapatával edzett két évig partner nélkül.

### Junior karrierje
Iljinih végül visszatért Oroszországba, és úgy döntöttek, hogy adnak még egy esélyt párosuknak. Újra elkezdtek edzeni Alekszandr Zsulinal Moszkvában, és a 2008–2009-es szezonban léptek pályára első versenyükön, az orosz junior bajnokságon, ahol negyedik helyen végeztek.
A 2009–2010-es szezonban versenyeztek először a Junior Grand Prix sorozatban. A budapesti versenyen rögtön aranyérmesek lettek. Második versenyükön Lengyelországban a dobogó második fokára léphettek fel, így kvalifikálták magukat a Grand Prix döntőbe, ahol ezüstérmesek lettek. Ugyanebben a szezonban megnyerték a junior világbajnokságot.

### 2010–2011-es szezon
2010-ben debütáltak a felnőtt mezőnyben, ahol az NHK Trophy volt az első versenyük, ahol negyedik helyezést értek el. Következő versenyükön, az orosz kupán bronzérmesek lettek, amely az első érmük volt a felnőtt Grand Prix sorozatban. A 2011-es orosz bajnokságon harmadik helyen végeztek, amely helyezés biztosította számukra az Európa-bajnokságon való részvételt, ahol negyedik helyen végeztek. A 2011-es felnőtt világbajnokságon a hetedik helyen debütáltak.

### 2011–2012-es szezon
2012-ben ezüstérmesek lettek az orosz bajnokságban. Az Európa-bajnokságon a rövid programban elért hetedik helyezésüket feljavították nagyszerű szabadkorcsolyázásukkal, és végül a harmadik helyen végeztek.

## Programjai
| Szezon    | Rövid Program                                                                     | Szabad Program                                      | Gála                                                                |
| --------- | --------------------------------------------------------------------------------- | --------------------------------------------------- | ------------------------------------------------------------------- |
| 2012–2013 | Üzbég tánc: Andijan Polka                                                         | Ghost (musical)                                     | Capricious Horses Garik Sukachev                                    |
| 2011–2012 | Hip Hip Chin Chin Club des Belugas Mas que Nada Sérgio Mendes Mujer Latina Thalía | Ave Maria performed Thomas Spencer-Wortley          | Black Velvet Alannah Myles                                          |
| 2010–2011 | Waltzer Alfred Schnittke Tango Bayan Mix                                          | Don Quixote Ludwig Minkus                           | I Put a Spell on You Nina Simone Petite Fleur Rock Around The Clock |
| Szezon    | Original Program                                                                  | Szabad Program                                      | Gála                                                                |
| 2009–2010 | Folklore: Incantations                                                            | Schindler listája John Williams Fiddler on the Roof | Petite Fleur Rock Around The Clock                                  |
| 2008–2009 | Selections Sing, Sing, Sing                                                       | Sarabande Jon Lord                                  |                                                                     |
| 2004–2005 | Swing Combo                                                                       | Macskák by Andrew Lloyd Webber                      |                                                                     |

## Eredményei

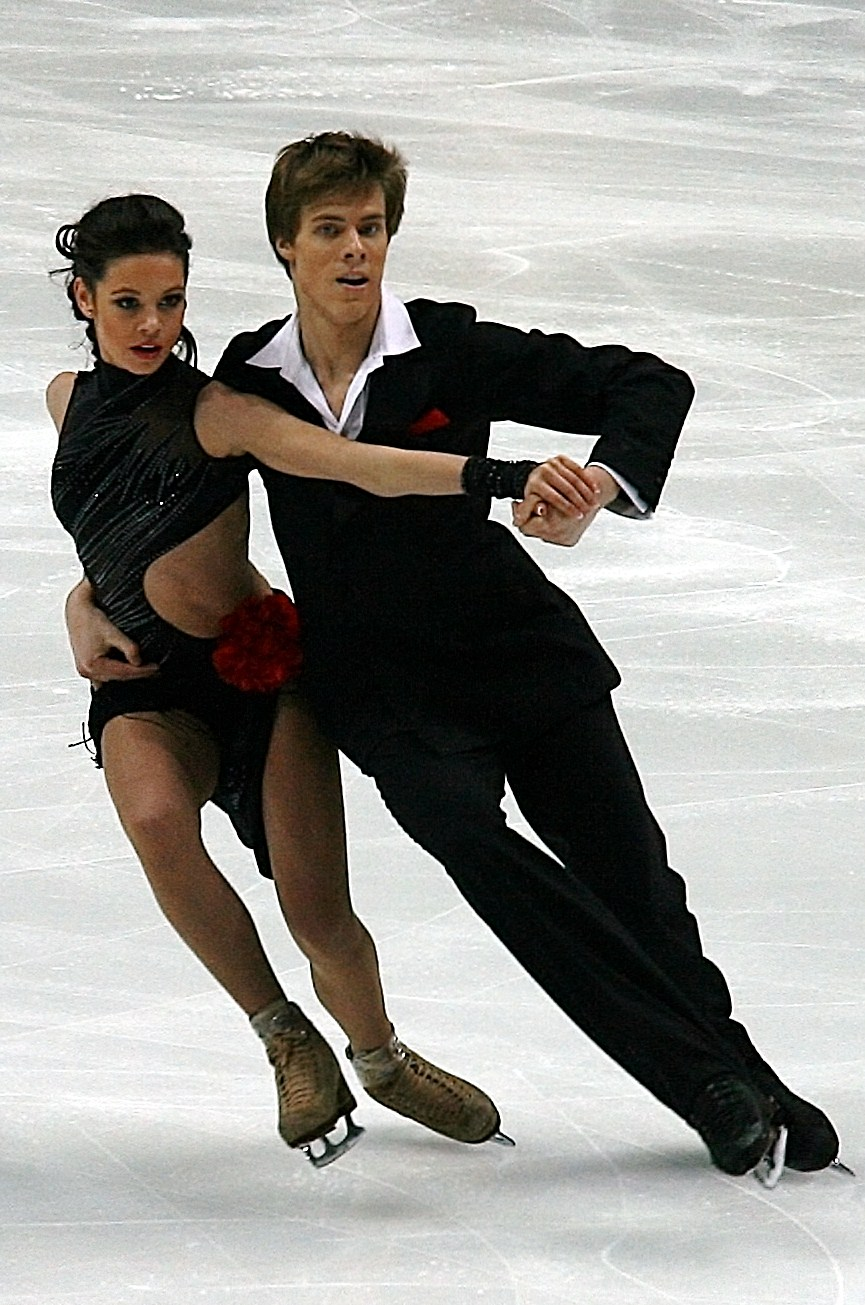
2011-es Világbajnokság

| Verseny                          | 2008–2009 | 2009–2010 | 2010–2011 | 2011–2012 | 2012–2013 |
| -------------------------------- | --------- | --------- | --------- | --------- | --------- |
| Téli Olimpiai Játékok            |           |           |           |           |           |
| Világbajnokság                   |           |           | 7.        | 5.        | 9.        |
| Európa-bajnokság                 |           |           | 4.        | 3.        | 2.        |
| Junior Világbajnokság            |           | 1.        |           |           |           |
| Orosz bajnokság                  |           |           | 3.        | 2.        |           |
| Junior Orosz bajnokság           | 4.        | 2.        |           |           |           |
| Grand Prix Döntő                 |           |           |           |           | 6.        |
| NHK Trophy                       |           |           | 4.        | 3.        | 2.        |
| Cup of Russia                    |           |           | 3.        |           | 2.        |
| Trophée Eric Bompard             |           |           |           | 4.        |           |
| Crystal Skate of Romania         |           |           |           |           | 1.        |
| Junior Grand Prix Döntő          |           | 2.        |           |           |           |
| Junior Grand Prix, Magyarország  |           | 1.        |           |           |           |
| Junior Grand Prix, Lengyelország |           | 1.        |           |           |           |